# Mason (Ohio)
Pour les articles homonymes, voir Mason.
Mason est une ville du Comté de Warren dans l'état de l'Ohio. Elle se situe à environ 35 km de Cincinnati
La population était de 30 712 habitants en 2010.
La ville dispose d'un parc à thème, appelé Kings Island.